# 나지드

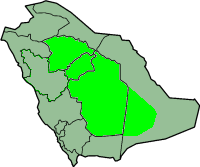
나지드 지역

나지드(아랍어: نجد) 또는 네지드는 아라비아반도의 중부에 있는 고원지대로, 대부분이 사막이다. 사우드 가문의 기원지로서, 19세기 이래로 헤자즈를 통합하여 사우디아라비아의 중심지가 되었다. 사우디아라비아의 수도 리야드가 위치해 있다.

## 같이 보기
- 네지드-헤자즈 왕국
- 사우디아라비아의 역사
- 나지드 아랍어